# Khentetka
Khentetka o Khentetenka (Ḥntt n k3) va ser una reina d'Egipte de la IV Dinastia. Va ser l'esposa del rei Djedefre.

## Títols
Els títols coneguts de Khentetka eren els següentsː
- Esposa estimada del Rei (ḥm.t-nỉswt mrỉỉt = f)
- La que veu Horus i Set (m33.t-ḥrw-stš)
- Assistent d’Horus (ḫt-ḥrw)
- Sacerdotessa de Neith (ḥm.t- nṯr nt)

| W17 | X1 · X1 · N35 | D28 |

| W17 | X1 · X1 · N35 | D28 |

## Biografia
No se sap qui eren els seus pares. Khentetka era l'esposa del faraó Djedefre i és possible que fos la mare d'alguns dels seus fills. Djedefre tenia una altra dona que es deia Hetepheres.
Djedefre va tenir quatre fills (Hornit, Bakka, Setka i Nikaudjedefre) i dues filles (Hetepheres C i Neferhetepes), però no se sap qui n'era la mare; podrien ser de Khentetka, Hetepheres o, fins i tot, d'una altra dona. En aquest sentit, només s'ha pogut suggerir que la princesa Neferhetepes fos filla de Hetepheres.

## Estàtues i enterrament

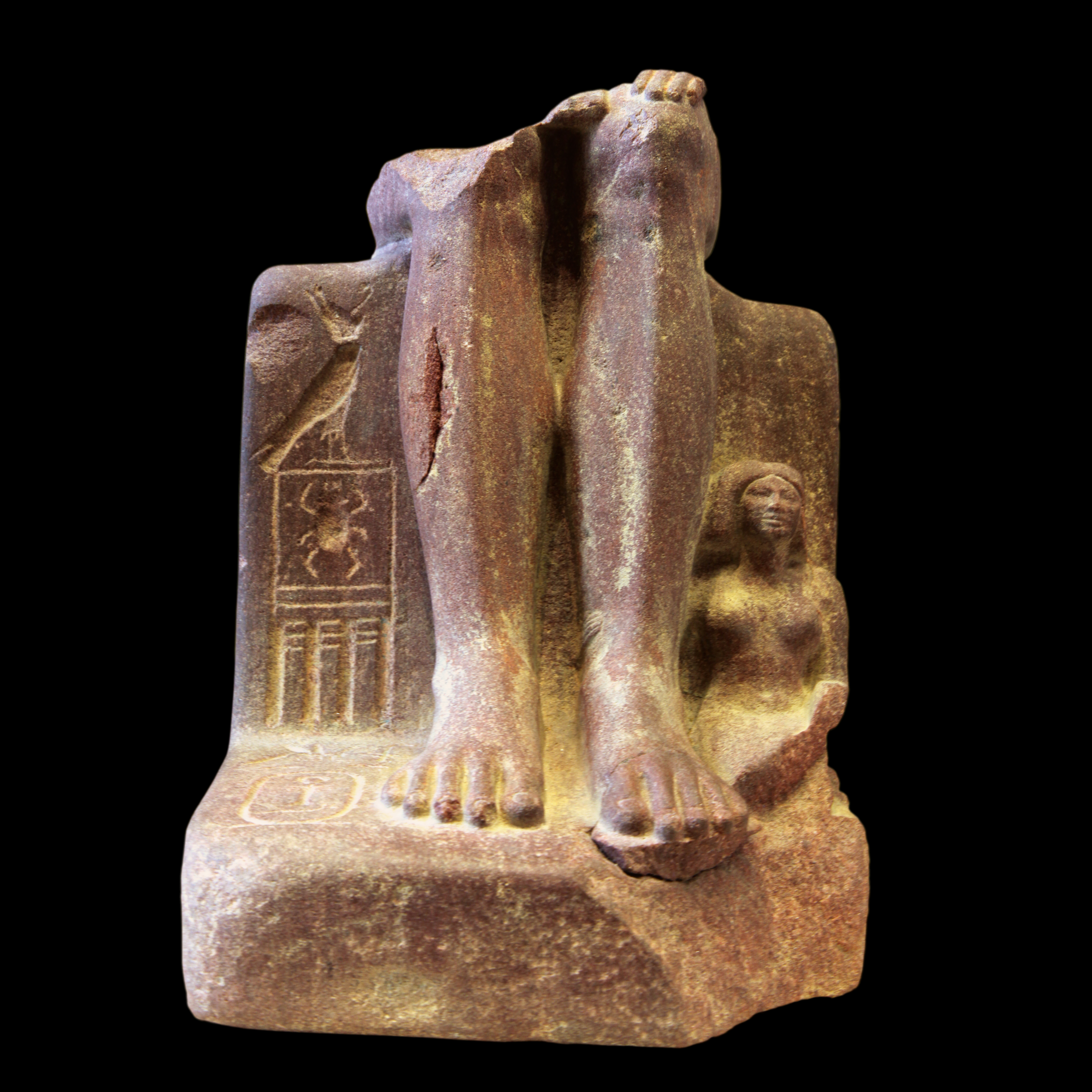
Representació de Khentetka a l'estatua d'Abu Rawash. Museu del Louvre.

A Khentetka se la coneix per les estàtues trobades a Abu Rawash. Se la representa en una agenollada als peus del rei Djedefre. A causa de l'ús de la proporció jeràrquica per part de l'art egipci, la seva figura és innaturalment petita en comparació amb la del rei.
S'ha proposat que una estructura que hi ha a l'angle sud-oest del complex piramidal de Djedefre a Abu Rawash fos el lloc d'enterrament per Khentetka. Maragioglio i Rinaldi creuen que podria tractar-se d'una piràmide pertanyent a una reina consort, i això podria a què Khentetka en fos la propietària.
Tanmateix, no està del tot clar quin era el propòsit d'aquesta piràmide. Stadelmann i Jonosi creuen que és una piràmide de culte. Les piràmides de culte solien situar-se a l'angle sud-est del complex piramidal. Tot i així, l'orientació general del complex piramidal de Djedefre és nord-oest i no est-sud, com és més comú. Calen més excavacions per avançar en aquesta qüestió.